# 生出郷前町
生出郷前町（はいでごうまえちょう）は、愛知県稲沢市の地名。

## 地理
稲沢市北西部に位置する。西は生出河戸町、南は横野堂根町、北は生出本町に接する。

### 学区
市立小・中学校に通う場合、学校等は以下の通りとなる。また、公立高等学校に通う場合の学区は以下の通りとなる。
| 番・番地等 | 小学校             | 中学校             | 高等学校 |
| ---------- | ------------------ | ------------------ | -------- |
| 全域       | 稲沢市立清水小学校 | 稲沢市立明治中学校 | 尾張学区 |

### 河川
- 生出川

## 歴史

### 沿革
- 1977年（昭和52年） - 稲沢市西島町の一部により、同市生出郷前町が成立[2]。

## 交通
- 愛知県道一宮弥富線[1]

### WEB
1. ↑  “愛知県稲沢市の郵便番号一覧”.   日本郵便. 2023年11月11日閲覧。
2. ↑  “市外局番の一覧” (PDF).   総務省 (2022年3月1日). 2022年3月22日閲覧。
3. ↑  稲沢市教育委員会事務局 学校教育課 学習支援グループ (2020年4月9日). “住所50音順通学区域（小・中学校）”.   稲沢市. 2023年11月24日閲覧。
4. ↑  “平成29年度以降の愛知県公立高等学校（全日制課程）入学者選抜における通学区域並びに群及びグループ分け案について”.   愛知県教育委員会 (2015年2月16日). 2019年1月14日閲覧。

### 書籍
1. 1 2 3  「角川日本地名大辞典」編纂委員会 1989, p. 1601.
2. ↑  「角川日本地名大辞典」編纂委員会 1989, p. 1055.